# معاون رئیس‌جمهور در امور توسعه روستایی و مناطق محروم کشور
معاون رئیس جمهور در امور توسعه روستایی و مناطق محروم کشور یکی از اعضای هیئت دولت جمهوری اسلامی ایران است. وی وظیفهٔ بهبود شرایط زندگی روستاییان و ارتقای شاخص‌های توسعه روستایی با تاکید بر نقش روستاییان در تحقق اقتصاد مقاومتی را دارا می باشد تا ضمن هماهنگی با دستگاه‌های اجرایی ذیربط در چارچوب شرح وظایف مصوب آن معاونت، پیگیری و نظارت لازم را به عمل آورد. معاونت امور توسعه روستایی و مناطق محروم کشور پیش از این از جمله معاونت‌های زیرمجموعه معاون‌ اول‌ رئیس‌جمهور  تحت عنوان «معاونت امور توسعه روستایی و مناطق محروم کشور » بود که در دولت چهاردهم با ارتقا از ذیل معاون اول رئیس‌جمهور خارج و مستقیما زیر نظر رئیس‌جمهور قرار گرفت.

## مخالفت مجلس با استعفای حسین‌زاده از نمایندگی مجلس
عبدالکریم حسین‌زاده در تاریخ ۵ شهریور ۱۴۰۳ در حکمی از سوی مسعود پزشکیان، رئیس‌جمهور دولت چهاردهم ایران، به سمت معاون امور توسعه روستایی و مناطق محروم کشور پس از سید امیرحسین مدنی منصوب شد ولی طبق قانون نیاز به استعفا از نمایندگی مجلس داشت که در ۴ مهر ۱۴۰۳ و در جریان بررسی استعفای وی، صحن علنی مجلس بعد از توضیحات حسین‌زاده درباره دلیل استعفایش از نمایندگی مجلس و صحبت‌های مخالفان استعفا، در نهایت نمایندگان مجلس با ۱۰۷ رأی موافق، ۱۲۹ رأی مخالف و ۵ رأی ممتنع از مجموع ۲۴۷ نماینده حاضر با استعفای وی مخالفت کردند. در جلسه چهارشنبه ۹ آبان ۱۴۰۳ مجلس شورای اسلامی، بررسی تقاضای مجدد استعفای عبدالکریم حسین‌زاده، نماینده نقده و اشنویه از نمایندگی مجلس شورای اسلامی در دستورکار قرار گرفت.
در نهایت، نمایندگان مجلس شورای اسلامی با استعفای مجدد حسین‌زاده از نمایندگی مجلس برای فعالیت به‌عنوان معاون رئیس‌جمهور در امور توسعه روستایی و مناطق محروم کشور با ۱۵۶ رأی موافق، ۶۹ رأی مخالف و ۵ رأی ممتنع از مجموع ۲۴۶ رأی، موافقت کردند. پیش از حسین‌زاده، آخرین عضو اهل سنت در دولت‌های ایران یحیی صادق وزیری بود که آخرین وزیر دادگستری پهلوی در کابینه شاپور بختیار و آخرین وزیر سنی مذهب ایران بود.